# Tanker (Film)
Tanker ist ein deutscher Fernsehfilm aus dem Jahr 1970 von dem Regisseur Volker Vogeler. Das Drehbuch stammt von Günter Herburger. Die Hauptrollen sind mit Katrin Schaake, Hans-Michael Rehberg, Karl-Georg Saebisch und Ivan Desny besetzt. Seine Premiere hatte der Film am 17. März 1970 im Programm der ARD. Das Fernsehspiel behandelt das Verhältnis der Menschen zum Geld im kapitalistischen Wirtschaftssystem getreu dem Motto „Geld kommt zu dem, der schon Geld hat“.

## Handlung
Helga, die Sekretärin eines Finanzmaklers und verheiratet mit einem Universitätsassistenten der Volkswirtschaft, glaubt, es ihrem Chef gleichtun zu können. Sie nutzt ihre Kenntnis von dem Angebot von vier Tankern an ihren Chef Offenbach aus und will dieses Geschäft selbständig vermitteln. Ihr Mann unterstützt sie dabei, indem er den Versuch theoretisch untermauert und die Chancen berechnet, die ein Habenichts im kapitalistischen Sinne haben könnte, um mit seiner Intelligenz und seiner Leistung in den großen Tauschhandel einzudringen.
Helga nutzt eine frühere private Verbindung mit einem schweizerischen Bankier, der kaufkräftige Kunden hinter sich hat, aus. Offenbach lässt seine Sekretärin gewähren. Sie bringt den für die Verkäufer Verhandelnden, ihren Chef und den Bankier aus der Schweiz zu einer Sitzung zusammen und glaubt, durch diese Leistung ein Anrecht auf Beteiligung am Maklergewinn zu haben. Doch die drei Herren machen ihr schnell deutlich, dass sie dafür keinerlei Chancen hat. Um gewinnträchtig zu sein, müssen die veralteten Tanker umgebaut werden. Die Makler müssen dafür finanziell einstehen, werden dadurch aber auch Mitbesitzer der Tanker. Sie hat kein Geld dafür und deshalb auch keine Kreditwürdigkeit und bleibt somit außerhalb des Geschäfts. Ihre Anstrengungen, die Herren zusammenzubringen, zählen nicht. Der Versuch, als kleiner kapitalloser Mensch am System des Kapitalismus teilzuhaben, ist gescheitert.

## Kritik
Der Evangelische Film-Beobachter zieht folgendes Fazit: „Günter Herburgers Fernsehspiel ‚Tanker‘ demonstriert an dem gescheiterten Versuch eines kapitallosen Ehepaars, durch Leistung und Intelligenz allein in das große Geschäft der Finanzmakler einzusteigen, die Unmöglichkeit, ohne Kapital die Spielregeln des Kapitalismus für sich auszubeuten. Ein nicht uninteressantes Lehrstück, streng und fast zeremoniell vorgetragen, das allerdings manchem als übertriebener Aufwand um leicht einsehbare Selbstverständlichkeiten im Wirtschaftsablauf erscheinen mag.“